# Пісенний конкурс Євробачення 1956
Пісе́нний ко́нкурс Євроба́чення 1956 став першим конкурсом пісні Євробачення. Він відбувся 24 травня 1956 року в Луґано (Швейцарія). У першому в історії конкурсі брали участь 7 країн: Франція, ФРН, Італія, Люксембург, Бельгія, Нідерланди та Швейцарія (господарка конкурсу). Австрія, Данія та Велика Британія не були допущені до конкурсу через проведення національних відборів пізніше встановленого терміну. Національні відбори на конкурс проводили національні телерадіокомпанії країн-учасниць. Голова журі Рольф Ліберман при підбиванні підсумків голосування оголосив тільки переможця, і дотепер результати інших учасників невідомі.

## Формат
Країни, які подали заявки на участь, мають право виставляти на конкурс двох виконавців. Переможця визначає національне журі кожної країни, яке має право голосувати за свою країну. Швейцарському національному журі було надано право голосувати від імені делегації Люксембургу.

## Учасники
| №  | Країна     | Виконавець            | Пісня                                                                  | Місце |
| -- | ---------- | --------------------- | ---------------------------------------------------------------------- | ----- |
| 1  | Нідерланди | Єтті Парл             | «De vogels van Holland» (нід.) «Птахи з Голландії»                     | N/A   |
| 2  | Швейцарія  | Ліз Ассія             | «Das alte Karussell» (нім.) «Стара карусель»                           | N/A   |
| 3  | Бельгія    | Фуд Леклерк           | «Messieurs les noyés de la Seine» (фр.) «Панове, які потонули в Сені»  | N/A   |
| 4  | ФРН        | Вальтер Андреас Шварц | «Im Wartesaal zum großen Glück» (нім.) «В очікування великої удачі»    | N/A   |
| 5  | Франція    | Мате Альтері          | «Le temps perdu» (фр.) «Втрачений час»                                 | N/A   |
| 6  | Люксембург | Мішель Арно           | «Ne crois pas» (фр.) «Не вір»                                          | N/A   |
| 7  | Італія     | Франка Раймонді       | «Aprite le finestre» (італ.) «Відчиніть вікна»                         | N/A   |
| 8  | Нідерланди | Коррі Броккен         | «Voorgoed voorbij» (нід.) «Зникла назавжди»                            | N/A   |
| 9  | Швейцарія  | Ліз Ассія             | «Refrain» (фр.) «Приспів»                                              | 1     |
| 10 | Бельгія    | Моні Марк             | «Le plus beau jour de ma vie» (фр.) «Найщасливіший день у моєму житті» | N/A   |
| 11 | ФРН        | Фредді Квінн          | «So geht das jede Nacht» (нім.) «І так це відбувається щоночі»         | N/A   |
| 12 | Франція    | Дені Доберсон         | «Il est là» (фр.) «Він тут»                                            | N/A   |
| 13 | Люксембург | Мішель Арно           | «Les amants de minuit» (фр.) «Любителі півночі»                        | N/A   |
| 14 | Італія     | Тоніна Торр'єллі      | «Amami se vuoi» (італ.) «Полюби мене, якщо хочеш»                      | N/A   |